# Oakport (Minnesota)
Oakport es un lugar designado por el censo ubicado en el condado de Clay en el estado estadounidense de Minnesota. En el Censo de 2010 tenía una población de 1387 habitantes y una densidad poblacional de 180,31 personas por km².

## Geografía
Oakport se encuentra ubicado en las coordenadas 46°56′10″N 96°46′13″O / 46.93611, -96.77028. Según la Oficina del Censo de los Estados Unidos, Oakport tiene una superficie total de 7.69 km², de la cual 7.69 km² corresponden a tierra firme y (0%) 0 km² es agua.

## Demografía
Según el censo de 2010, había 1387 personas residiendo en Oakport. La densidad de población era de 180,31 hab./km². De los 1387 habitantes, Oakport estaba compuesto por el 98.2% blancos, el 0.36% eran afroamericanos, el 0.36% eran amerindios, el 0% eran asiáticos, el 0% eran isleños del Pacífico, el 0% eran de otras razas y el 1.08% pertenecían a dos o más razas. Del total de la población el 1.23% eran hispanos o latinos de cualquier raza.